# James Wan
James Wan (n. 26 februarie 1977) este un regizor, scenarist și producător de film australian.
Wan este cunoscut pentru regizarea filmului horror Puzzle mortal (2004) și pentru crearea marionetei Billy din franciză. De asemenea, el a regizat Liniște mortală și Condamnare la moarte (ambele în 2007), Insidios (2011), Trăind printre demoni și Insidious: Capitolul 2 (ambele în 2013), Furios și iute 7 (2015), Trăind printre demoni 2 (2016) și Aquaman (2018).

## Primii ani de viață
Wan s-a născut în Kuching, Malaezia și are rădăcini malaezo-chineze. Wan și familia sa s-au mutat în Perth, Australia, când acesta avea șapte ani. A urmat cursurile colegiului Lake Tuggeranong din Canberra, înainte de a se muta în Perth ca adult. Ulterior, Wan s-a mutat din Perth în Melbourne, unde a studiat la Universitatea RMIT.

## Carieră

### 2000–2006: Debutul
Înainte de succesul în industria de film mainstream, primul lungmetraj al lui Wan a fost Stygian, regizat în colaborare cu Shannon Young. Filmul a câștigat premiul „Best Guerrilla Film” la Festivalul de Film Underground de la Melbourne (MUFF) în anul 2000.
Înainte de 2003, Wan și prietenul său, scenaristul Leigh Whannell, au început să scrie un scenariu pentru un film horror, invocând inspirația din visele și temerile lor. La finalizarea scenariului, Leigh și James au vrut să aleagă un fragment din scenariul lor, fragment ce avea să fie cunoscut mai târziu sub numele de Puzzle mortal și să îl filmeze, pentru a-l prezenta ulterior unui studio. Cu ajutorul lui Charlie Clouser, care a compus muzica pentru film și a câtorva actori, Leigh și James au turnat filmul cu relativ niciun buget. De asemenea, Leigh a decis să joace în film.
După lansarea lungmetrajului Puzzle mortal, filmul s-a bucurat de un real succes în box office-urile americane și internaționale. Filmul a avut încasări de 55 de milioane de dolari în America și 48 de milioane de dolari în alte țări, un total de peste 103 milioane de dolari în întreaga lume. Cu un profit de peste 100 de milioane de dolari, de aproape 80 de ori bugetul de producție, studioul a dat undă verde sequelului Puzzle mortal II și, mai târziu, celorlalte filme din franciza Puzzle mortal. Încă de la începuturile sale, Puzzle mortal a devenit franciza horror cu cele mai mari încasări din toate timpurile la nivel mondial. Numai în Statele Unite, Puzzle mortal este a doua franciză horror cu cele mai mari încasări, după Vineri 13.
De la crearea francizei, Wan și Leigh Whannell au fost producătorii executivi ai sequelurilor Puzzle mortal II, III, IV, V, VI, 3D și recentul Jigsaw: Moștenirea.
Lansarea Puzzle mortal 3D ar fi trebuit să însemne finalul francizei. Cu toate acestea, Costas Mandylor, un actor în cel de-al șaptelea film, a dezvăluit că au fost filmate mai multe finaluri și că seria ar putea continua în funcție de finalul folosit. Al șaselea sequel a continuat performanța filmului original și a câștigat 136 de milioane de dolari în toată lumea, raportat la un buget de producție de 20 de milioane de dolari.

### 2007–2009: Regresul

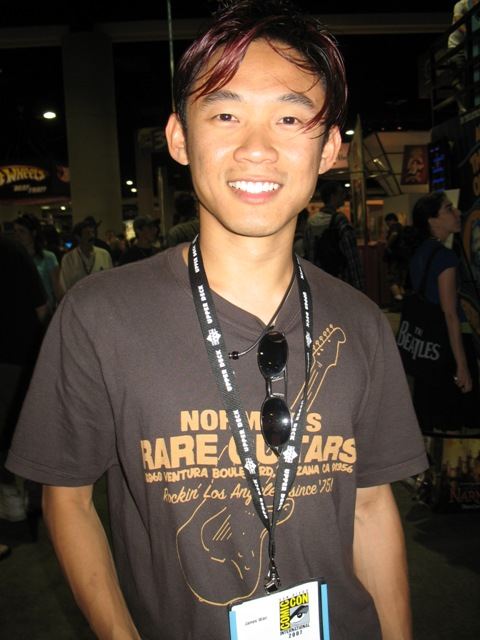
Wan în 2007 la San Diego Comic-Con

În 2007, Wan a regizat două filme de lung metraj. Primul a fost horrorul Liniște mortală, la sfaturile agentului lui Wan și Whannell de la acea vreme. Whannell a declarat că filmul a fost o experiență negativă pentru el:
„Totul a început când eu și James ne-am întors de la Festivalul de Film Sundance, unde a fost ecranizat cu succes Puzzle mortal. „Reprezentanții” noștri ne-au spus că ar trebui să obținem un nou acord pentru un film scris înainte de a fi lansat. A fost prezentat ca un fel de asigurare – dacă Puzzle mortal ar fi fost un eșec, am fi avut un alt film cu care să revenim. Părea logic. A existat totuși o singură problemă – nu aveam nicio idee pentru un film nou. Abia am fost în stare să-mi trag răsuflarea după toată experiența cu Puzzle mortal, darămite să visez la o altă idee de film. În loc să le spun reprezentanților noștri că trebuie să aștepte până vin cu o idee care să îmi placă totuși, m-am încuiat în dormitorul unui apartament nasol pe care l-am închiriat în Hollywood și am încercat să forțez o idee ca un rahat mahmur și încăpățânat. Era creativitatea sub amenințarea armei. Dacă m-aș putea întoarce în timp, aș spune politicos tuturor să se ducă dracului, dar atunci... nu. Am umblat și umblat și chiar m-am apucat de fumat pentru un timp, atât de stresat eram.”
Liniște mortală l-a avut în rolul principal pe actorul australian Ryan Kwanten din serialul True Blood și se bazează pe premisa unei legende conform căreia fantoma unui ventriloc, Mary Shaw, înlătură limba oricărei persoane care țipă în prezența sa. Mai degrabă decât un film gore, Wan l-a descris ca fiind „un film cu o păpușă înfricoșătoare. E în spiritul acelor episoade vechi din Twilight Zone sau filmelor Hammer Horror. Foarte old-school”.
Al doilea film regizat de Wan in 2007 a fost de Condamnare la moarte, un film adaptat după romanul omonim al lui Brian Garfield, scris ca o continuare la Răzbunarea. Protagonistul filmului este jucat de Kevin Bacon și nu are nicio legătură cu genul horror – în schimb, Bacon joacă rolul unui tată care caută răzbunare pentru fiul său ucis de o bandă locală. Whannell apare și el în film, jucând rolul unuia dintre membrii bandei, care este în cele din urmă ucis de personajul lui Bacon. Wan a descris filmul ca fiind „un thriller de răzbunare crud și neînfricat, în stilul anilor '70... E filmul meu artistic cu arme”.
După ce a lucrat continuu la ultimele trei filme, Wan a declarat pentru CraveOnline că este pregătit pentru „un pic de timp liber, să mă relaxez... dar în același timp mă folosesc de această ocazie pentru a scrie din nou” după finalizarea filmului Condamnare la moarte.
În 2008, Wan regizat un trailer pentru jocul video Dead Space.

### 2010–2013: Revenirea

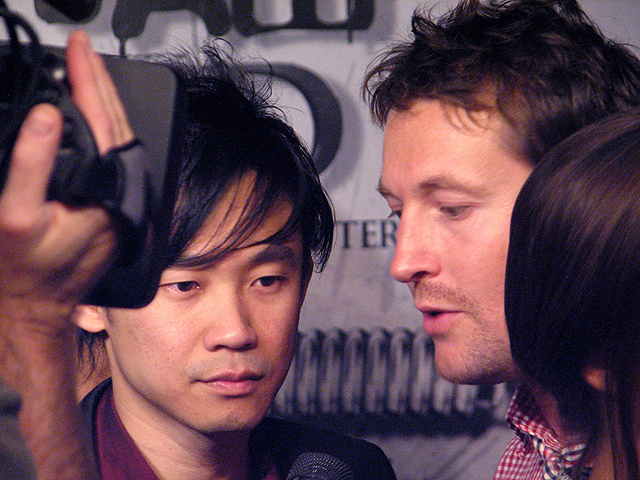
James Wan și Leigh Whannell la premiera Puzzle mortal 3D în Hollywood, California

În continuare, Wan a regizat filmul horror Insidios, care a avut premiera în 2010 la Festivalul Internațional de Film de la Toronto (TIFF), ca parte a programului „Midnight Madness” și a fost vândut Sony Pictures pentru o sumă din șapte cifre în patru ore de la premieră. Filmul a fost lansat în cinematografele americane în primul weekend din aprilie 2011 și a ocupat locul al treilea în box office, cu vânzări de bilete estimate la 13,5 milioane de dolari.
Avându-i în rolurile principale pe Patrick Wilson, Rose Byrne și Barbara Hershey, filmul a fost făcut în mod independent, de vreme ce Wan a căutat să aibă controlul creativ total și a vrut să facă un film diferit de genul gore care l-a consacrat prin Puzzle mortal. Wan a declarat într-un interviu că „faptul că Insidios nu a fost condus de un comitet mi-a oferit luxul de a face un film cu o mulțime de momente înfricoșătoare, bizare, pe care un studio nu le-ar putea «obține»”. Atât Wan, cât și Whannel au declarat că au vrut să folosească tehnici ca reținerea și tăcerea pentru a crea un horror similar cu Al șaselea simț, Ceilalți și filmele lui David Lynch.
După lansarea lui Insidios, Wan a dezvăluit într-un interviu, detalii despre viitorul carierei sale: „cu siguranță vreau să experimentez și alte genuri sau să fac filme în alte genuri, pentru că îmi plac, mie și lui Leigh ne plac, nu suntem doar fani ai horrorului. Suntem fani ai filmului. Iubesc filmele de acțiune. Vreau să fac filme de acțiune. Vreau să fac comedii romantice. Îmi plac toate lucrurile astea. Deci, dacă găsesc materialul bun, o voi face”.
Pe 13 noiembrie 2012, au apărut știri potrivit cărora Wan este în negocieri pentru regizarea unei adaptări a serialului din anii '80 MacGyver. Wan a postat pe contul său de Twitter: „Oamenii sunt surprinși? Nu ați văzut niciodată nuanțe de MacG în Jigsaw?”, ca răspuns la comentariile publice cu privire la știri. Deși scenariul a fost finalizat și însuși creatorul serialului, Lee Zlotoff, și-a anunțat implicarea în proiect, filmul nu s-a materializat niciodată. În schimb, un reboot intitulat MacGyver a avut premiera în septembrie 2016. Wan a produs serialul și a regizat episodul pilot.
Site-ul de știri Bloody Disgusting a confirmat implicarea lui Wan în regizarea unui film numit The Warren Files. Filmul, mai târziu redenumit Trăind printre demoni, se bazează pe faptele reale ale lui Ed și Lorraine Warren, un cuplu căsătorit care a investigat evenimente paranormale. Filmul se axează pe al doilea cel mai faimos caz al cuplului, după Amityville, în care au investigat blestemul unei vrăjitoare asupra unei ferme din Rhode Island. În a doua sa colaborare cu perechea, Patrick Wilson, a avut un rol principal în film; el și actrița Vera Farmiga au jucat rolurile lui Ed și Lorraine Warren. Filmările au început în Carolina de Nord, Statele Unite, la sfârșitul lunii februarie 2012, iar New Line Cinema, împreună cu Warner Bros. Pictures, a programat lansarea inițială a filmului pentru 25 ianuarie 2013. O ecranizare de probă a filmului a avut loc în octombrie 2012, la New York Comic Con, unde a fost proiectat în Teatrul IGN. Feedback-ul publicului a fost extrem de pozitiv. În acest stadiu, Wan mai avea câteva săptămâni până ca filmul să fie finalizat. Filmul a fost lansat în iulie 2013 și a primit aprecieri de la critici și de la public deopotrivă.
După terminarea filmului Trăind printre demoni, Wan regizat un sequel pentru Insidios. Filmul a fost din nou scris de vechiul colaborator și prieten apropiat al lui Wan, Whannel, iar actorii din filmul original și-au reluat rolurile. Filmările pentru sequel au început în ianuarie 2013, iar filmul a fost lansat pe 13 septembrie 2013. Bugetul filmului a fost descris ca „redus” de către o sursă din mass-media. Oren Peli, creatorul francizei Activitate paranormală, s-a întors ca producător executiv. Film District a distribuit Insidios: Capitolul 2.
Wan a declarat într-un interviu după o ecranizare de probă a filmului Trăind printre demoni:
„Cred că sequelul la Insidios este un fel de reacție a mea la Puzzle mortal, unde, din motive personale, nu am fost atât de implicat în sequeluri și așa am simțit și în cazul Insidios, cred că ar fi bine să îl păstoresc și să mă țin mai mult de versiunea pe care am avut-o când am făcut primul film, astfel încât să nu mă abat prea mult. Deci da, lucrez într-un fel cu Leigh pe poveste și scenariu.”
„Nu am vrut niciodată să fac sequeluri la vreunul din filmele pe care le regizez”, a explicat Wan în continuare. 
„Dacă se întâmplă, atunci e grozav, pentru că asta înseamnă că oamenii îl iubesc și vor mai mult, dar am simțit întotdeauna că odată cu Insidios am creat această lume foarte interesantă pe care o putem explora mai mult și, chiar dacă nu ne-am stabilit să facem un sequel, am simțit că încă sunt povești acolo care ar putea fi spuse.”

### 2014–prezent: Transformarea

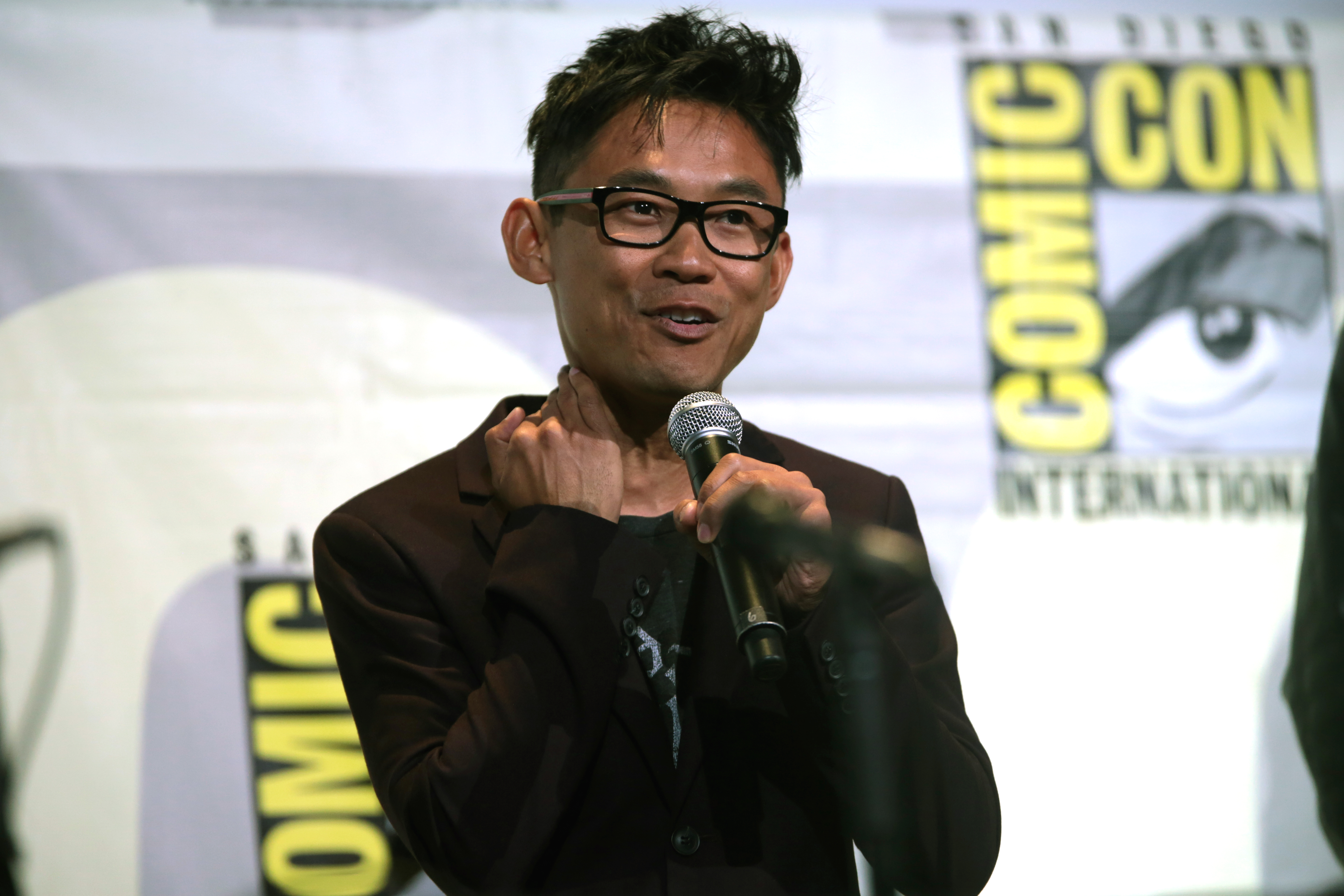
Wan susține o declarație de presă la San Diego Comic-Con în 2016.

La începutul anului 2013, Wan a intrat în negocieri cu Universal Pictures pentru a regiza cel de-al șaptelea film din franciza de actiune Furios și iute, după ce Justin Lin, cel care a regizat ultimele patru sequeluri, a confirmat că nu va continua ca regizor în ianuarie 2013. Wan a făcut parte din lista scurtă a regizorilor alături de Jeff Wadlow, Baltasar Kormákur și Harald Zwart.
O ultimă confirmare că Wan va regiza filmul a fost dezvăluită în aprilie 2013. Citat de presă, Lin a declarat: „e timpul pentru mine să trec la alte lucruri și sunt încântat că Universal și Neal l-au ales pe James Wan să ducă franciza într-un nou capitol”. Filmul, Furios și iute 7, a fost lansat în aprilie 2015. A devenit cel mai de succes film în ceea ce privește încasările în box office și recenziile criticilor din întreaga franciză Furios și iute.
Pe 20 octombrie 2014, Gary Maddox de la Sydney Morning Herald a anunțat că Wan a fost de acord să regizeze Trăind printre demoni 2, ca parte a unui important contract pe termen lung cu New Line Cinema. Președintele New Line, Toby Emmerich, a explicat că Wan este singurul regizor cu care studioul a semnat un contract, întrucât New Line consideră că Wan este „de prima clasă”. Filmul a fost lansat pe 10 iunie 2016, cu recenzii pozitive din partea criticilor de film și un real succes comercial.
Pe 21 octombrie 2014, Wan și-a lansat propria companie de producție, Atomic Monster Productions, în cadrul New Line Cinema. Împreună cu compania, el va dezvolta și produce filme de buget în genurile science fiction, horror și comedie. Printre filmele produse de companie se numără Trăind printre demoni 2 și Nu stinge lumina.
Wan a produs împreună cu Lee Clay Demonic, un film horror marca Dimension Films, a cărui lansare a fost programată pentru decembrie 2014. Wan a conceput ideea filmului, regia aparținându-i lui Will Canon și a avut-o în rolul principal pe Maria Bello. Max La Bella a scris scenariul. Filmul a fost în cele din urmă lansat pe VOD în august 2017.
Wan a fost apoi producătorul Annabelle, un spin-off al Trăind printre demoni, care a servit ca prequel la filmul din 2013. Spin-offul a fost profitabil pentru compania New Line, astfel că a încasat peste 256 de milioane de dolari în întreaga lume, raportat la un buget de 6,5 milioane de dolari. A fost lansat în cinematografe pe 3 octombrie 2014. El a produs, de asemenea, sequelul filmului, Annabelle 2, care a fost lansat în 2017. Wan a produs și a scris alături de Gary Dauberman povestea spin-offului Trăind printre demoni, Călugărița: Misterul de la mănăstire, care a fost lansat în 2018.
În iunie 2015, a fost anunțat că Wan va regiza următorul film Aquaman. Lansarea filmului este programată pe 21 decembrie 2018, fiind cel de-al șaselea film din universul cinematic DC.

## Filmografie

### Filme
| An   | Film                                 | Creditat ca | Creditat ca | Creditat ca | Note |
| An   | Film                                 | Regizor     | Scenarist   | Producător  | Note |
| ---- | ------------------------------------ | ----------- | ----------- | ----------- | --- |
| 2000 | Stygian                              | Da          | Da          | Nu          | Debut regizorial; coregizat cu Shannon Young; niciodată lansat comercial                                                         |
| 2004 | Puzzle mortal                        | Da          | Poveste     | Nu          | Povestea cosemnată cu Leigh Whannell; Bazat pe scurtmetrajul lor din 2003                                                        |
| 2006 | Puzzle mortal III                    | Nu          | Poveste     | Executiv    | Poveste cosemnată cu Leigh Whannell                                                                                              |
| 2007 | Liniște mortală                      | Da          | Poveste     | Nu          | Poveste cosemnată cu Leigh Whannell                                                                                              |
| 2007 | Condamnare la moarte                 | Da          | Nu          | Nu          | |
| 2010 | Insidious                            | Da          | Nu          | Nu          | De asemenea editor; Coeditat cu Kirk M. Morri                                                                                    |
| 2013 | Trăind printre demoni                | Da          | Nu          | Nu          | |
| 2013 | Insidious: Capitolul 2               | Da          | Poveste     | Nu          | Povestea cosemnată cu Leigh Whannell                                                                                             |
| 2015 | Furios și iute 7                     | Da          | Nu          | Nu          | |
| 2016 | Trăind printre demoni 2              | Da          | Da          | Da          | Povestea cosemnată cu Chad Hayes și Carey W. Hayes; Coscenarist cu Chad Hayes, Carey W. Hayes și David Leslie Johnson-McGoldrick |
| 2018 | Călugărița: Misterul de la mănăstire | Nu          | Poveste     | Da          | De asemenea regizor de unitate secundă; Povestea cosemnată cu Gary Dauberman                                                     |
| 2018 | Aquaman                              | Da          | Poveste     | Nu          | Povestea cosemnată cu Geoff Johns și Will Beall                                                                                  |
| 2019 | Annabelle 3                          | Nu          | Poveste     | Da          | Povestea cosemnată cu Gary Dauberman                                                                                             |
| 2021 | Trăind printre demoni 3              | Nu          | Poveste     | Da          | Povestea cosemnată cu David Leslie Johnson-McGoldrick                                                                            |
| 2021 | Malignant - Încarnarea răului        | Da          | Poveste     | Da          | Povestea cosemnată cu Ingrid Bisu și Akela Cooper                                                                                |
| 2023 | M3GAN                                | Nu          | Poveste     | Da          | |
| 2023 | Aquaman and the Lost Kingdom         | Da          | Poveste     | Da          | Post-producție; Povestea cosemnată de Jason Momoa, David Leslie Johnson-McGoldrick și Thomas Pa'a Sibbett                        |

| Doar ca producător - Annabelle (2014) - Demonic (2015) - Insidious: Capitolul 3 (2015) - Nu stinge lumina (2016) - Annabelle 2 (2017) - Insidious: Ultima cheie (2018) - Blestemul femeii care plânge (2019) - Mortal Kombat (2021) - E cineva la tine acasă (2021) - Salem's Lot (2023) - Insidious: Fear the Death (2023) - The Last Train to New York (2023) - The Nun 2 (2023) - Thread (VFA) | Producător executiv - Puzzle mortal II (2005) - Puzzle mortal IV (2007) - Puzzle mortal V (2008) - Puzzle mortal VI (2009) - Puzzle mortal 3D (2010) - Jigsaw: Moștenirea (2017) - Spiral (2021) |  |

### Scurtmetraje
| An   | Film          | Creditat ca | Creditat ca | Creditat ca | Note |
| An   | Film          | Regizor     | Scenarist   | Producător  | Note |
| ---- | ------------- | ----------- | ----------- | ----------- | --- |
| 2003 | Saw           | Da          | Poveste     | Nu          | Scurtmetraj; referit retroactiv ca Saw 0.5                                                                                            |
| 2008 | Doggie Heaven | Da          | Creator     | Nu          | Scurtmetraj; de asemenea editor; produs pentru Xbox Live ca parte a seriei "Masters of Horror Take on Comedy"; titlu alternativ Woof! |

### Seriale
| An           | Serial                                | Creditat ca | Creditat ca         | Note                               |
| An           | Serial                                | Regizor     | Producător Executiv | Note                               |
| ------------ | ------------------------------------- | ----------- | ------------------- | ---------------------------------- |
| 2016–2021    | MacGyver                              | Da          | Da                  | Regizor al episodului „The Rising” |
| 2019         | Creatura din mlaștină                 | Nu          | Da                  |                                    |
| 2021         | Aquaman: Regele Atlanticului          | Nu          | Da                  | Miniserial                         |
| 2021         | I Know What You Did Last Summer       | Nu          | Da                  |                                    |
| 2022         | Arhiva 81                             | Nu          | Da                  |                                    |
| 2022–prezent | Iepurele samurai: Cronicile lui Usagi | Nu          | Da                  |                                    |

## Colaborări recurente
De-a lungul carierei regizorale, Wan a colaborat cu anumiți actori de mai multe ori:
| Actori          | Puzzle mortal (2004) | Liniște mortală (2007) | Condamnare la moarte (2007) | Insidious (2010) | Trăind printre demoni (2013) | Insidious: Capitolul 2 (2013) | Furios și iute 7 (2015) | Trăind printre demoni 2 (2016) | Aquaman (2018) |
| --------------- | -------------------- | ---------------------- | --------------------------- | ---------------- | ---------------------------- | ----------------------------- | ----------------------- | ------------------------------ | -------------- |
| Leigh Whannell  | Yes                  |                        | Yes                         | Yes              |                              | Yes                           |                         |                                | Yes            |
| Judith Roberts  |                      | Yes                    | Yes                         |                  |                              |                               |                         |                                |                |
| Patrick Wilson  |                      |                        |                             | Yes              | Yes                          | Yes                           |                         | Yes                            | Yes            |
| Rose Byrne      |                      |                        |                             | Yes              |                              | Yes                           |                         |                                |                |
| Joseph Bishara  |                      |                        |                             | Yes              | Yes                          | Yes                           |                         | Yes                            |                |
| Ty Simpkins     |                      |                        |                             | Yes              |                              | Yes                           |                         |                                |                |
| John Brotherton |                      |                        |                             |                  | Yes                          |                               | Yes                     |                                |                |
| Lin Shaye       |                      |                        |                             | Yes              |                              | Yes                           |                         |                                |                |
| Djimon Hounsou  |                      |                        |                             |                  |                              |                               | Yes                     |                                | Yes            |

## Recepție
| An   | Film                    | Rotten Tomatoes    | Metacritic       | CinemaScore | Buget      | Box office   |
| ---- | ----------------------- | ------------------ | ---------------- | ----------- | ---------- | ------------ |
| 2004 | Puzzle mortal           | 49% (183 recenzii) | 46 (32 recenzii) | C+          | 1,2 mil. $ | 103,9 mil. $ |
| 2007 | Liniște mortală         | 21% (77 recenzii)  | 34 (15 recenzii) | C+          | 20 mil. $  | 22,2 mil. $  |
| 2007 | Condamnare la moarte    | 20% (111 recenzii) | 36 (24 recenzii) | C           | 20 mil. $  | 16,9 mil. $  |
| 2010 | Insidious               | 65% (171 recenzii) | 52 (30 recenzii) | B           | 1,5 mil. $ | 97 mil. $    |
| 2013 | Trăind printre demoni   | 86% (208 recenzii) | 68 (35 recenzii) | A-          | 20 mil. $  | 319,4 mil. $ |
| 2013 | Insidious: Capitolul 2  | 39% (306 recenzii) | 40 (30 recenzii) | B+          | 5 mil. $   | 161,9 mil. $ |
| 2015 | Furios și iute 7        | 80% (241 recenzii) | 67 (44 recenzii) | A           | 190 mil. $ | 1.516 mil. $ |
| 2016 | Trăind printre demoni 2 | 79% (227 recenzii) | 65 (38 recenzii) | A-          | 40 mil. $  | 320,3 mil. $ |
| 2018 | Aquaman                 | N/A                | N/A              | N/A         | 160 mil. $ | N/A          |